# Liste der Bau- und Bodendenkmale im Landkreis Oberhavel

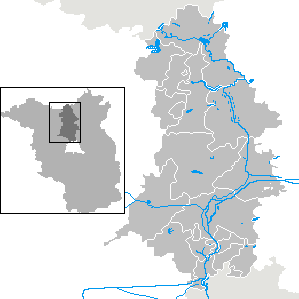
Karte des Landkreises Oberhavel

Die Liste der Bau- und Bodendenkmale im Landkreis Oberhavel enthält die Kulturdenkmale (Bau- und Bodendenkmale) im Landkreis Oberhavel. Grundlage der Einzellisten sind die in den jeweiligen Listen angegebenen Quellen. Die Angaben in den einzelnen Listen ersetzen nicht die rechtsverbindliche Auskunft der zuständigen Denkmalschutzbehörde.

## Aufteilung
Wegen der großen Anzahl von Kulturdenkmalen im Landkreis Oberhavel ist diese Liste in Teillisten nach den Städten und Gemeinden aufgeteilt.
| Stadt/Gemeinde     | Karte | Denkmallisten                       | Bild eines Denkmals     |
| ------------------ | ----- | ----------------------------------- | ----------------------- |
| Birkenwerder       |       | - Baudenkmale - Bodendenkmale       | Rote Brücke             |
| Fürstenberg/Havel  |       | - Baudenkmale - Bodendenkmale       | Kirche                  |
| Glienicke/Nordbahn |       | - Baudenkmale - Bodendenkmale       | Wohn- und Geschäftshaus |
| Gransee            |       | - Baudenkmale - Bodendenkmale       | Stadtbefestigung        |
| Großwoltersdorf    |       | - Baudenkmale - Bodendenkmale       | Gutshaus                |
| Hennigsdorf        |       | - Baudenkmale - Bodendenkmale       | Umspannwerk             |
| Hohen Neuendorf    |       | - Baudenkmale - Bodendenkmale       | Grabmal                 |
| Kremmen            |       | - Baudenkmale - Bodendenkmale       | Scheunenviertel         |
| Leegebruch         |       | - Baudenkmale - Bodendenkmale       | Kapelle                 |
| Liebenwalde        |       | - Baudenkmale - Bodendenkmale       | Wohnhaus                |
| Löwenberger Land   |       | - Baudenkmale - Bodendenkmale       | Teepavillon             |
| Mühlenbecker Land  |       | - Baudenkmale - Bodendenkmale       | Schule                  |
| Oberkrämer         |       | - Baudenkmale - Bodendenkmale       | Wasserturm              |
| Oranienburg        |       | - Baudenkmale - Bodendenkmale       | Konzentrationslager     |
| Schönermark        |       | - Baudenkmale - Bodendenkmale       | Ehrenfriedhof           |
| Sonnenberg         |       | - Baudenkmale - Bodendenkmale       | Kirche                  |
| Stechlin           |       | - Baudenkmale - keine Bodendenkmale | Villa                   |
| Velten             |       | - Baudenkmale - Bodendenkmale       | Rathaus                 |
| Zehdenick          |       | - Baudenkmale - Bodendenkmale       | Kloster                 |